# Site Starfish

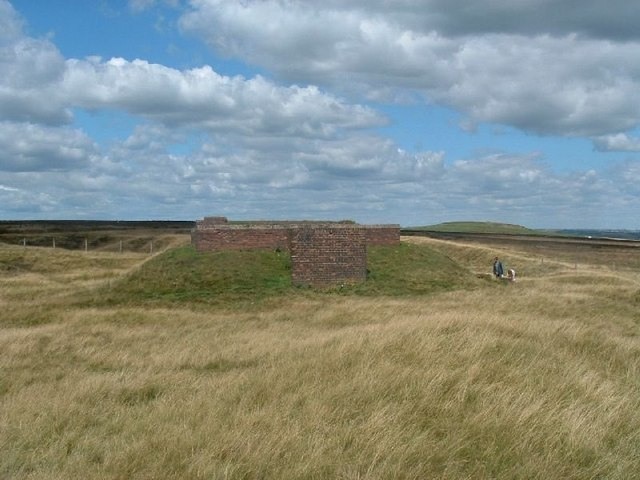
Bunker de contrôle d'un site Starfish.

Les sites Starfish (anglais : Starfish sites, « étoiles de mer », dont le nom vient du nom de code du site de Bristol dérivé de Special Fire) sont des sites leurres pour les bombardements de nuit allemands construits au Royaume-Uni lors de la Seconde Guerre mondiale.
Les « vraies » villes comme Bristol (Black Down), Sheffield, Manchester (Carrington Moss) et Derby étaient ainsi en partie épargnées.
De telles mises en scène se sont aussi faites ailleurs durant la Seconde Guerre mondiale, comme aux États-Unis, mais dans ce cas pour camoufler l'usine de construction aéronautique Boeing Plant 2,.
Par la suite, les sites Starfish désigneront aussi des sites délibérément créés pour simuler les effets sur des structures pour les incendies ou les tests nucléaires (opération Teapot).